# Julieta Bukuvalaová
Julieta Bukuvalaová, řecky Ιουλιέτα Μπουκουβάλα (* 28. srpen 1983 Ioánnina, Řecko) je reprezentantka Řecka v judu.

## Sportovní kariéra
S judem začala v 8 letech v Ioánnině. V roce 1999 se přesunula do Athén, kde začala spolupracovat s Ioanem Petrovem. Její výkonnost šla nahoru s blížícími se olympijskými hrami v Athénách, kde startovala jako domácí reprezentantka, ale vypadla v prvním kole.
Prakticky celou svojí kariéru zápasila s vahou. Úspěšnější byla v lehké váze kam však složitě shazovala. Po neúspěšné kvalifikaci na olympijské hry v Pekingu začala spolupracovat s Jorgosem Buntakisem a v roce 2012 se kvalifikovala na olympijské hry v Londýně. Do druhého kola se však neprobojovala.

## Výsledky
| Turnaj             | 2000       | 2001       | 2002       | 2003       | 2004       | 2005             | 2006             | 2007             | 2008             | 2009       | 2010       | 2011       | 2012       |
| Turnaj             | 17         | 18         | 19         | 20         | 21         | 22               | 23               | 24               | 25               | 26         | 27         | 28         | 29         |
| Turnaj             | lehká váha | lehká váha | lehká váha | lehká váha | lehká váha | polostřední váha | polostřední váha | polostřední váha | polostřední váha | lehká váha | lehká váha | lehká váha | lehká váha |
| ------------------ | ---------- | ---------- | ---------- | ---------- | ---------- | ---------------- | ---------------- | ---------------- | ---------------- | ---------- | ---------- | ---------- | ---------- |
| Olympijské hry     | —          |            |            |            | úč.        |                  |                  |                  | —                |            |            |            | úč.        |
| Mistrovství světa  |            | —          |            | úč.        |            | úč.              |                  | —                |                  | úč.        | 3.         | úč.        |            |
| Mistrovství Evropy | —          | —          | —          | úč.        | 5.         | 5.               | —                | —                | 5.               | 5.         | úč.        | úč.        | 2.         |
| ME do 23 let       |            |            |            | 1.         | úč.        | 1.               |                  |                  |                  |            |            |            |            |
| MS juniorů         | úč.        |            | 3.         |            |            |                  |                  |                  |                  |            |            |            |            |
| ME juniorů         | úč.        | úč.        | 5.         |            |            |                  |                  |                  |                  |            |            |            |            |